# Lijst van actrices in de stomme film
Deze lijst bevat actrices die werkzaam waren in de stomme film (1895 - 1927/1928).

## A
- Truus van Aalten (1910 - 1999)
- May Allison (1890 - 1989)

## B
- Vilma Bánky (1898 - 1991)
- Theda Bara (1885 - 1955)
- Clara Bow (1905 - 1965)

## C
- Joan Crawford (1904 - 1977)

## D
- Bebe Daniels (1901 - 1971

## L
- Lila Lee (1901 - 1973)

## M
- Mary Miles Minter (1902 - 1984)

## N
- Alla Nazimova (1879 - 1945)

## P
- Mary Pickford (1892 - 1979)
- Lya De Putti (1897 - 1931)

## S
- Norma Shearer (1902 - 1983)
- Gloria Swanson (1899 - 1983)

## W
- Paula de Waart (1876 - 1938)
- Pearl White (1889 - 1938)
- Claire Windsor (1892 - 1972)